# Licuala adscendens
Licuala adscendens är en enhjärtbladig växtart som beskrevs av Anders Sánchez Barfod och Heatubun. Licuala adscendens ingår i släktet Licuala och familjen Arecaceae. Inga underarter finns listade i Catalogue of Life.